# Liste der Monuments historiques in Chareil-Cintrat
Die Liste der Monuments historiques in Chareil-Cintrat führt die Monuments historiques in der französischen Gemeinde Chareil-Cintrat auf.

## Liste der Bauwerke
| Bezeichnung                | Beschreibung | Standort | Kennzeichnung | Schutzstatus | Datum | Bild           |
| -------------------------- | --- | -------- | ------------- | ------------ | ----- | -------------- |
| Château d’Artangues        | Burg- und Schlossanlage, 17. Jahrhundert, auf mittelalterlichem Fundament; teilweise ruinös                                                   | (Lage)   | PA00093042    | Inscrit      | 1978  | weitere Bilder |
| Château de Blanzat         | Anlage aus Altem und Neuem Schloss, der Ferme des Brosses, den jeweiligen Nebengebäuden, dem Park und dem Nutzgarten, 15. bis 19. Jahrhundert | (Lage)   | PA03000022    | Inscrit      | 2004  | weitere Bilder |
| Château du Bas-Chareil     | mittelalterliche Burg mit Ergänzungen der Renaissance; Nebengebäude des 18. Jahrhunderts; Park                                                | (Lage)   | PA00093043    | Classé       | 1958  | weitere Bilder |
| Ehemalige Kirche St-Blaise | 11. bis 15. Jahrhundert | (Lage)   | PA00093044    | Classé       | 1981  | weitere Bilder |

## Liste der Objekte
| Bezeichnung                                                                                  | Beschreibung           | Standort                           | Kennzeichnung | Schutzstatus | Datum | Bild |
| -------------------------------------------------------------------------------------------- | ---------------------- | ---------------------------------- | ------------- | ------------ | ----- | ---- |
| Grabplatte für Antoine Tixeron, Pierre Tixeron und Claude Tixeron (Foto in der Base Palissy) | Stein, 16. Jahrhundert | in der Sakristei der Kirche (Lage) | PM03000069    | Classé       | 1905  |      |